# گونوخوو
گونوخوو (به لاتین: Gonokhovo) یک منطقهٔ مسکونی در روسیه است که در سرزمین آلتای واقع شده‌است.